# ポールトゥウィンホールディングス
ポールトゥウィンホールディングス株式会社（英: Pole To Win Holdings, Inc.）は、ゲームデバッグのポールトゥウィンなどを傘下に持つ日本の持株会社。

## 沿革
- 2009年（平成21年）
  - 2月2日 - ポールトゥウィン株式会社とピットクルー株式会社が共同株式移転により純粋持株会社のペイサー株式会社（初代）を設立。
- 2010年（平成22年）
  - 3月 - ポールトゥウィン株式会社が、株式会社エンターブレインより株式会社猿楽庁の全株式を取得し子会社化。
  - 7月 - ポートサイド株式会社（現・ピットクルー・クロスラボ株式会社）を設立。
- 2011年（平成23年）
  - 4月 - ペイサー株式会社（初代）からポールトゥウィン・ピットクルーホールディングス株式会社へ商号変更。
  - 10月26日 - 東京証券取引所マザーズに上場。
- 2012年（平成24年）
  - 7月6日 - ポールトゥウィン株式会社が、株式会社ウィンライトから新設分割により設立されたポールトゥウィンネットワークス株式会社および同社の子会社であるWinlight Singapore Contents Management Pte. Ltd.（後のPole To Win Asia Pte. Ltd.、現・Pole To Win Singapore Pte. Ltd.）の全株式を取得し子会社化[3]。
  - 9月7日 - ポールトゥウィン株式会社が、看護士紹介事業を営むIMAid株式会社を設立[4]。
  - 9月21日 - ポールトゥウィン株式会社とPole To Win America, Inc.が、米国e4e社よりe4e Business Solutions USA,LLC（後のPole To Win America Hunt Valley, Inc.、2013年4月にPole To Win America, Inc.が吸収合併）、e4e Business Solution（Europe）Limited（現・Pole To Win Europe Glasgow, Ltd.）、e4e Tech Support（India）Private Limited（現・Pole To Win India Private Limited）の3社を買収し、子会社化[5]。
  - 11月6日 - 東京証券取引所第一部に市場変更[6]。
- 2013年（平成25年）
  - 1月23日 - ピットクルー株式会社が、ピットクルー・コアオプス株式会社を設立し、同年2月にサーバー看視サービスの一部を譲渡[7]。
  - 2月1日 - 株式会社第一書林（旧法人）が、会社分割により同社出版事業を株式会社第一書林（新法人）に承継。これと同時に旧法人は Palabra株式会社に商号変更[8]。
  - 3月1日 - ポールトゥウィン株式会社が、同年2月28日に設立したペイサー株式会社（2代）に連結子会社4社（株式会社第一総合研究所、株式会社第一書林、IMAid株式会社、Palabra 株式会社）の株式を移管し、同社を中間持株会社とする[9]。
  - 10月1日 - ポートサイド株式会社（後のピットクルー・クロスラボ株式会社）の株式をピットクルー株式会社へ移管[10]。
  - 12月20日 - ポールトゥウィン株式会社が、Pole To Win Korea Co., Ltd.を設立[11]。
- 2014年（平成26年）
  - 1月30日 - ポールトゥウィン株式会社が、ペイサー株式会社より株式会社第一総合研究所の全株式を取得し子会社化[12]。
  - 3月31日 - ポールトゥウィン株式会社が、株式会社第一総合研究所を吸収合併[12]。
- 2015年（平成27年）
  - 1月22日 - ポールトゥウィン株式会社が、株式会社キュービストの全株式を取得し子会社化[13]。
  - 8月10日 - Pole To Win Europe Limited（現・Pole To Win UK Limited）が、Side UK Limitedの株式を取得し子会社化[14]。
- 2016年（平成28年）
  - 1月5日 - 在外子会社を統括する中間持株会社としてPole To Win International Limitedを設立[15]。
  - 2月1日 - 株式会社クアーズ（2015年12月11日設立）にポールトゥウィン株式会社のソフトウェア品質検証業務サービス事業の一部を譲渡[16]。
  - 3月31日 - ポールトゥウィン株式会社が、エンタライズ株式会社の全株式を取得し子会社化[17]。
  - 9月9日 - Pole To Win International Limitedが、Pole To Win Romania SRL.を設立[18]。
  - 12月20日 - Pole To Win International Limitedが、Pole To Win (Malaysia) Sdn. Bhd.を設立[19]。
- 2017年（平成29年）
  - 2月1日 - Pole To Win America,Inc.が、SIDE LA, LLCを設立[20]。
  - 8月22日 - Pole To Win International Limitedが、Pole To Win Canada, Inc.を設立[21]。
- 2018年（平成30年）
  - 2月1日 - ピットクルー株式会社が、ピットクルー・クロスラボ株式会社を吸収合併するとともに、ピットクルー・コアオプス株式会社の事業の一部を会社分割により承継[22]。
  - 8月1日 - ピットクルー株式会社が、株式会社サイタスマネジメントを吸収合併[23]。
  - 10月1日 - 連結子会社のピットクルー株式会社、株式会社クアーズおよび Pole To Win International Limited の共同出資によりベトナム ハノイ市に POLE TO WIN VIET NAM JOINT STOCK COMPANY を設立[24]。
- 2019年（平成31年 / 令和元年）
  - 3月29日 - 連結子会社のポールトゥウィン株式会社が、株式会社 CREST JOB との間でゲーム開発に係る人材のマッチングサービスに関して資本業務提携契約を締結[25]。
  - 5月1日 - ポールトゥウィン株式会社が、株式会社猿楽庁を吸収合併[26]。
  - 11月1日 - ポールトゥウィン株式会社が、会社分割により同社システム検証事業を株式会社クアーズに承継[27]。
- 2020年（令和2年）
  - 2月1日 - グループ組織再編を実施[28][29]。
    1. ポールトゥウィン株式会社が、会社分割により同社一部の事業を新設する PTW Japan 株式会社に承継。
    2. PTW Japan 株式会社の株式を Pole To Win International Limited に移管し同社の完全子会社とする。
    3. ポールトゥウィン株式会社の完全子会社であったエンタライズ株式会社を PTW Japan 株式会社の完全子会社とした。
    4. ポールトゥウィン株式会社が、同社連結子会社のポールトゥウィンネットワークス株式会社を吸収合併。
    5. ポールトゥウィン株式会社が、吸収分割により同社システム検証事業を株式会社クアーズに承継。

  - 2月1日 - Pole To Win International Limited および同社連結子会社を新社名に変更[30]。
  - 2月12日 - 連結子会社の Pole To Win America, Inc. が、PTW America, Inc. に商号変更[31]。
  - 8月1日 - ピットクルー株式会社が、同社連結子会社のピットクルー・コアオプス株式会社を吸収合併[32]。
  - 10月8日 - 連結子会社の株式会社キューピストが、株式会社カラフルの株式を取得し子会社化[33]。
  - 11月17日 - 2021年3月1日付で連結子会社のペイサー株式会社（2代）を吸収合併し国内中間持株会社体制を解消することを発表[34][35]。
- 2021年（令和3年）
  - 3月1日 - 連結子会社のペイサー株式会社（2代）を吸収合併し国内中間持株会社体制を解消。
- 2022年（令和4年）
  - 2月1日 - ポールトゥウィン株式会社が、ピットクルー株式会社および株式会社クアーズを吸収合併[36]。ポールトゥウィン・ピットクルーホールディングス株式会社が株式会社キュービストの株式をポールトゥウィン株式会社から現物配当により取得[37]。
  - 4月4日 - 東京証券取引所の市場区分の見直しにより、東京証券取引所の市場第一部からプライム市場に移行。
  - 4月25日 - ポールトゥウィン・ピットクルーホールディングス株式会社からポールトゥウィンホールディングス株式会社へ商号変更[38]。
  - 5月1日 - ポールトゥウィン株式会社が、株式会社第一書林を吸収合併[39]。エンタライズ株式会社が、PTW Japan 株式会社を吸収合併しPTW Japan 株式会社に商号変更[40]。
  - 8月1日 - 連結子会社の株式会社キュービストが、株式会社カラフル及びPanda Graphics株式会社を吸収合併[41]。
  - 12月28日 - 連結子会社の株式会社CRESTがアクアプラスおよびその傘下のフィックスレコードを子会社化[42]。
- 2023年（令和5年）
  - 2月1日 - 連結子会社のCREST・キュービスト・SANETTY Produceを合併、商号を株式会社HIKE（ハイク）へ変更[43]。
  - 10月11日 - 子会社のPTW Canada Solutions, Inc.がVibe Avenue Inc.の全株式を取得し子会社化[44]。
  - 12月22日 - 子会社の株式会社HIKEが株式会社しいたけデジタルの全株式を取得し子会社化[45][46]。
- 2025年（令和7年）
  - 6月24日 - メディア・コンテンツ事業からの撤退を表明。これに伴い子会社HIKEの全株式および同社に対する全貸付債権を同社代表の三上政高らが設立するHIKE Holdingsへのマネジメント・バイアウト（MBO）による譲渡を発表[47]。これにより旧HIKEおよびその子会社6社（PG TAIWAN・PG Shanghai・CREST JOB・HIKE KOREA・しいたけデジタル・デルファイサウンド）が連結対象より外れる。なおアクアプラスについてはHIKEグループからも離脱した上で譲渡が行われるものとした[48][49][50][51][52]。
  - 8月4日 - 取締役会においてアクアプラスの全株式をユークスに譲渡することを決議。本株式譲渡に伴いアクアプラスの子会社であるフィックスレコードも異動する。譲渡予定日は2025年8月29日[53]。

## グループ会社
BPO事業
- ポールトゥウィン株式会社
  - POLE TO WIN VIET NAM JOINT STOCK COMPANY
- 株式会社アクアプラス
  - 株式会社フィックスレコード
- PTW International Holdings Limited（中間持株会社）
  - PTW Japan 株式会社
    - クロスファンクション株式会社

  - PTW America, Inc
  - PTW Shanghai（博特盈 (上海) 信息科技有限公司）
  - PTW International UK Limited
    - Pole To Win Europe Glasgow Limited

  - PTWI India Private Limited
  - PTW (Singapore) Pte. Ltd.
  - PTW Korea Co., Ltd.
  - Side UK Limited
  - PTW Romania SRL.
  - PTW International (Malaysia) Sdn. Bhd.
  - SIDE LA, LLC
  - PTW Canada Solutions, Inc.

その他事業
- IMAid株式会社
- Palabra株式会社